# Padenghe sul Garda
Padenghe sul Garda – miejscowość i gmina we Włoszech, w regionie Lombardia, w prowincji Brescia.
Według danych na rok 2004 gminę zamieszkuje 3491 osób, 174,6 os./km².